# Sulzaubach
Der Sulzaubach, auch Sulzenaubach, ist ein Gletscherbach und rechter Zubringer der Ruetz in den Stubaier Alpen in Tirol.

## Lauf und Landschaft
Der Sulzaubach entspringt dem Sulzenauferner in rund 2500 m Höhe, fließt dann in nordöstlicher Richtung und nimmt den Abfluss der Blauen Lacke von rechts auf. Bei der Sulzenauhütte stürzt er über eine Steilstufe rund 200 m ab, nimmt den vom Grünausee kommenden Freigerbach auf und fließt anschließend durch die  Sulzenau, ein relativ flaches Trogtal, wo er ein breites, verzweigtes Bett mit Umlagerungsstrecken ausgebildet hat. Über eine weitere Stufe stürzt er im 180 m hohen Grawa-Wasserfall ins Stubaital und mündet bei der Grabaalm in die Ruetz.

## Einzugsgebiet
Das Einzugsgebiet des Sulzaubachs beträgt 18,0 km² und umfasst  neben dem Sulzenauferner noch weitere Gletscher wie die Fernerstube, den Wilden-Freiger-Ferner, den Aperen-Freiger-Ferner und den Kleinen Grünauferner, die zusammen eine Fläche von rund 7 km² (Stand 1988) einnehmen und damit 39 % des Einzugsgebietes ausmachen. Der höchste Punkt im Einzugsgebiet ist das Zuckerhütl mit 3507 m ü. A.

## Ökologie
Der Sulzaubach liegt in seinem gesamten Verlauf im Landschaftsschutzgebiet Serles-Habicht-Zuckerhütl. Der ökologische Gesamtzustand wird als sehr gut bewertet, Ufer und Sohle sind natürlich ausgebildet. In den flachen Abschnitten haben sich durch die Dynamik von Erosion und Ablagerung Umlagerungsstrecken gebildet, die eine vielfältige spezielle Flora und Fauna ermöglichen. Der Grawa-Wasserfall wurde zum Naturdenkmal erklärt.